# Hill Climb Racing
Hill Climb Racing — компьютерная игра с двухмерной графикой для мобильных устройств, разработанная компанией Fingersoft. В 2012 году игра была выпущена как в Google Play, так и на iOS-устройствах. В течение года с момента выпуска игру загрузили более 100 миллионов раз. К апрелю 2018 года игра была загружена более миллиарда раз (если учитывать скачивания Hill Climb Racing и продолжения игры Hill Climb Racing 2 одновременно).

## Игровой процесс
Цель игрока — собирать монеты во время движения на автомобиле. При движении тратится топливо (или электроэнергия — если автомобиль работает на аккумуляторах). Чтобы пополнить запас топлива, необходимо собрать предметы внутри игры. Поражение в игре наступает, если топливо закончилось или «водитель» автомобиля не может продолжать движение (например, он травмирован в результате удара о землю или о верхнюю часть пещеры). Монеты выдаются не только при их сборе, но и за выполнение «трюков» (англ. Tricks), манёвров в воздухе и за проезд определённого расстояния.
Игрок может потратить монеты на улучшение автомобиля или на разблокировку новых игровых локаций и транспортных средств. Также можно открыть доступ к новым трассам. На каждой трассе различная сила тяжести, рельеф и препятствия.

### Алмазы
В игре, помимо монет, есть алмазы — премиум-валюта игры, их можно собирать во время поездок.

### Гараж
Гараж был добавлен в игру в версии 1.31.0. В нём можно было создать свою машину, составленную из деталей. Гараж открывается за алмазы. В гараже игроку доступны карты, которые используются для разблокировки деталей автомобиля; карты можно получить, открывая сундуки. Сундуки становятся доступными при их покупке за алмазы, при прохождении трасс, или по прошествии некоторого времени. Сундуки различаются по редкости.
У каждой из деталей автомобиля есть свои характеристики. Например, одна из деталей может увеличивать мощность. Эффект некоторых частей негативный, например, у игрока будет меньше топлива.
В версии 1.32.1 появились «бустеры» (англ. boosters), они помогают автомобилю продолжить движение и покупаются за алмазы.

## Отзывы
| Иноязычные издания | Иноязычные издания                                |
| Издание            | Оценка                                            |
| ------------------ | ------------------------------------------------- |
| Mobil              | 7/10                                              |
| Modojo             | [ 5 ]                                             |
| Pocket Gamer       | [ 6 ]                                             |
| Награды            |                                                   |
| Издание            | Награда                                           |
| Finnish App Awards | 2014 App of the Year                              |
| China Mobile       | Best Sports Game of 2014; Best Innovation of 2015 |

## Hill Climb Racing 2
Hill Climb Racing 2 была выпущена 28 ноября 2016 (на Android). Для iOS игра вышла в декабре 2016 года, для Windows 10 Mobile — 23 марта 2018 года. Игра была загружена более 100 миллионов раз, это — одна из самых популярных гоночных игр для Android. В Hill Climb Racing 2 появились гонки, соревнования, события и многопользовательская игра. Также были добавлена возможность тюнинга и изменения внешнего вида автомобилей. Помимо этого, появилась возможность изменять внешний вид персонажа.

### Многопользовательский режим
Многопользовательская игра проходит в асинхронном режиме (неодновременно). В игре есть несколько многопользовательских режимов. В Fingersoft заявили, что игра в реальном времени будет доступна позже.
- Кубки (англ. Cups) — в этом режиме 4 человека пытаются проехать то или иное расстояние как можно быстрее. При успешной игре игрок переходит в высшую лигу и открывает новые кубки.
- Задания (англ. Challenges) — в данном режиме необходимо сразиться с кем-либо, проехав участок на том же самом автомобиле. Доступна возможность делиться заданиями с друзьями.
- События (англ. Events) — обновляются раз в неделю. Задачи часто не связаны с гонками, например, может быть необходимо прыгнуть на максимально далёкое расстояние.

Доступен список друзей, возможность добавлять игроков в игре и соперничать с ними.